# Eustracjusz z Nicei
Eustracjusz z Nicei (ur. ok. 1050, zm. ok. 1120 lub 1130) – arcybiskup Nicei w latach 1092–1117, filozof bizantyński, uczeń Jana Italosa.
Eustracjusz z Nicei był wybitnym erudytą bizantyńskim, autorem komentarzy do traktatów etycznych i logicznych Arystotelesa. Prawdopodobnie w latach 1120/1130 należał do koła intelektualnego skupionego wokół Anny Komneny. Jego dzieła, w których czerpał ze starożytnych komentarzy, częściowo dzisiaj utraconych, odegrały szczególną rolę w przekazaniu i odkryciu myśli Arystotelesa na łacińskim Zachodzie.

## Życiorys
Eustracjusz urodził ok. 1050 r. Był uczniem Jana Italosa, ale podczas procesu swego mistrza, w 1082 r., udało mu się wraz z innymi uczniami Italosa przekonać synod o swojej niewinności, i podpisać list w którym rzucali anatemę na heretyckie doktryny Italosa. W tym czasie, Eustracjusz był jeszcze diakonem, ale w 1092 r. został metropolitą nicejskim. Był proszony przez cesarza Aleksego I Komnena o udział w debatach teologicznych z przedstawicielami Kościoła łacińskiego i ormiańskiego (lub monofizyckiego). Polemizował w sprawie kultu ikon z Leonem, metropolitą Chalcedonu. Polemizując z monofizytami ormiańskimi, dla wyjaśnienia dogmatu chrystologicznego posłużył się filozofią Arystotelesa.
W 1117 r. sam został skazany za herezję. Przyczyny jego potępienia są dość skomplikowane i mają zarówno teologiczny jak i polityczny charakter. Głównym zarzutem wobec Eustracjusza było jego ostre rozróżnienie między boskim Logosem Chrystusa a Chrystusem wcielonym, rozróżnienie które czyniło Chrystusa nierównym Ojcu. W związku z tym, warto również zauważyć, że Eustracjusz, podobnie jak jego mistrz Italos, był znany z silnego przekonania o stosowności używania sylogizmu Arystotelesa w teologii; twierdził nawet że sam Chrystus korzystał, z arystotelesowskiego sylogizmu. Rzeczywiście, Eustracjusz próbował w swych rozprawach teologicznych udowodnić prawdziwość chrześcijańskich dogmatów za pomocą argumentów logicznych. Charakterystyczne są pod tym względem tytuły dwóch z jego traktatów: Sylogistyczne okazanie jak czcić święte ikony i Odrzucenie tych, którzy twierdzą, że Chrystus ma jedną naturę, w oparciu o logiczne, fizyczne i teologiczne argumenty. Ostatecznie został zmuszony do abdykacji. Jest bardzo prawdopodobne, że w latach jego teologicznej niełaski, Eustracjusz wziął udział w projekcie Anny Komneny mającym na celu odrodzenie studiów nad Arystotelesem i napisał swoje dzieła egzegetyczne. Zmarł ok. 1120 lub 1030 r..
Zrehabilitowany po śmierci, był cytowany jako autorytet przez synod z 1157 r. Anna Komnena w Aleksjadzie (14.8), pisanej za panowania jej ojca Aleksego I (1081–1118), przedstawia Eustracjusza jako wielkiego erudytę, znawcę zarówno literatury religijnej jak i świeckiej i mistrza dialektyki.

## Pisma
Z prac Eustracjusza zachowały komentarze do pierwszej i szóstej księdze Etyki Nikomachejskiej i do drugiej księgi Analitytk wtórych Arystotelesa, Powód, dla którego Eustracjusz postanowił wypowiedzieć się jedynie na temat dwóch ksiąg Etyki Arystotelesa nie jest znany, przypuszcza się, że pozostałe księgi były komentowane lub zlecono ich komentowanie Michałowi z Efezu lub i innym anonimowym komentatorm. Nie jest również jasne, dlaczego Eustracjusz ograniczył się jedynie do skomentowania drugiej księgi Analityk wtórych, szczególnie, że wydaje się, że był jeszcze wówczas dostępny cały komentarz Aleksandra z Afrodyzji do tego dzieła. Komentarz do Etyki Nikomachejskiej został przetłumaczony w XIII wieku przez Robert Grosseteste i wywarł znaczący wpływ na Zachodzie dzięki pośrednictwu Alberta Wielkiego.
Część pism Eustracjusza wydał A. Dematrakopulos (1866) i P. Joannou (1952).

## Poglądy filozoficzne
W polemice z Ormianami Eustracjusz dał wyraz chrystologii zbliżonej do ujęcia Teodora z Mopsuestii. Uznawał, że człowieczeństwo przyjęte przez Chrystusa nie tylko różniło się od Jego bóstwa, lecz było w stosunku do niego służebne: czciło Boga, było oczyszczone. Eustracjusz tylko człowieczeństwu Chrystusa przyznawał ludzki tytuł arcykapłana, nieodpowiedni jego zdaniem dla Boga. Poglądy te stały się przyczyną jego potępienia na synodzie w 1117 r., który powtórzył decyzje piątego soboru wymierzone przeciw chrystologii Trzech Rozdziałów.

### Epistemologia
W interpretacji dzieł Arystotelesa, Eustracjusz idzie za filozofami neoplatońskimi, choć w niektórych miejscach, odbiega od poglądów starożytnych, starając się uzgodnić je ze swoimi przekonaniami chrześcijańskimi. Na przykład, w kwestii poznania pierwszych zasad, Eustracjusz różni się zarówno od tego, co na ten temat twierdził Platon i platonicy, jak i Arystoteles. Komentując Analityki wtóre 2.19, Eustracjusz rozpoczyna w stylu wyraźnie neoplatońskim, twierdząc, że skoro w hierarchii bytów dusza przychodzi po intelekcie, uczestniczy tym samym bardziej niż cokolwiek innego w tym co ujmuje intelekt, a zatem wspólne i oczywiste pojęcia, które posiada są tylko odbiciem, tego co ujmuje intelekt. Odrzuca jednak pogląd o preegzystencji duszy i o odzyskiwaniu przez nią fragmentów wiedzy, które wcześniej posiadała, choć była to tylko potencjalna wiedza, wymagająca aktualizacji. Przeciwnie, zgodnie z doktryną chrześcijańską, twierdzi, że dusza ludzka, gdy została stworzona przez Boga, została stworzona z całą potrzebną jej wiedzą o zasadach, wspólnych i oczywistych pojęciach, ale wiedza ta jest zaciemniona przez impulsy pochodzące z ciała. I dopiero prowadzona przez spostrzeżenia zmysłowe lub odpowiednie nauczanie dusza dociera do wspólnych i oczywistych pojęć, co pozwala jej, obudzić się i wyrazić zgodę na pierwsze zasady. Eustracjusz zależy tutaj od neoplatońskich poglądów, które jednak stara się uzgodnić ze swoją wiarą. Jeśli ludzie tracą wiedzę i zrozumienie, które posiada ich dusza, to tylko dlatego, że są podatni i ulegają impulsom płynącym z ciała. Z drugiej strony, jeśli oczyszczą się z cielesnych namiętności, mogą posiąść wiedzę o ostatecznej prawdzie.

### Stanowisko w sprawie uniwersaliów
W kwestii uniwersaliów, Eustracjusz, tak jak jego mistrz Italos i wielu innych filozofów bizantyńskich, broni teorii neoplatończyków według której uniwersalia istnieją w trojaki sposób; a mianowicie, przed wielu (rzeczami poszczególnymi) w umyśle Boga, w rzeczach poszczególnych, a wreszcie po rzeczach poszczególnych w postaci formy myślowej wyabstrahowanej przez nasz umysł na podstawie cech wspólnych rzeczy poznawalnych. Joannou, a ostatnio Lloyd, uważają Eustracjusza i Italosa za nominalistów, uznających, że uniwersalia to pozbawione wszelkiej rzeczywistości nazwy istniejące tylko w ludzkim umyśle. Natomiast Giokarinis sprzeciwia się temu, twierdząc, że Eustracjusz pozostaje w nurcie tradycji platońskiej, która traktuje uniwersalia przed rzeczami poszczególnymi jako myśli Intelektu, które posiadają faktyczne istnienie; tak jak inne rodzaje uniwersaliów, istniejąc in intellectu, jako gołe pojęcia lub myśli, które nie zostały wyabstrahowane, ale które ludzki umysł posiada od początku. Wreszcie Benakis uznaje Eustracjusza za umiarkowanego realistę, podkreślając, że dla Eustracjusza nawet uniwersalia po rzeczach poszczególnych faktycznie istnieją. Natomiast K. Ierodiakonou uważa, że Eustracjusz wykorzystuje każdą szansę, aby podkreślić, w swoich komentarzach, jak również w swoich traktatach teologicznych, że myśli Boga i rzeczy poszczególne są substancjami (hypostaseis) i istnieją „per se”, podczas gdy to, co ludzki umysł wyabstrahowuje na podstawie cech wspólnych rzeczy poznawalnych tylko trwa albo nawet wcale nie istnieje.